# مسجد الحصري
مسجد الحصري هو مسجد يقع بالحي السابع في مدينة السادس من أكتوبر في محافظة الجيزة بمصر. اكتسب شهرته من موقعه وبراعة التصميم، ويعتبر موقعه بالحي السابع وهو مركز المدينة وذلك لتواجد الجامعات والمعاهد والشركات، ويعتبر أكبر مسجد في المدينة، وهو يتبع جمعية الشيخ الحصري للخدمات الدينية والاجتماعية التي ترأسها الفنانة ياسمين الخيام ابنة القارئ الشيخ محمود خليل الحصري .
سمى المسجد بهذا الاسم تكريماً للقارئ الشيخ محمود خليل الحصري.

## مؤسسيه
تم تأسيس المسجد بالدعم الذاتي من سكان مدينة السادس من أكتوبر وإدارة المسجد بجمع التبرعات من محبي فعل الخير.

## أشهر من حاضر فيه
من أوائل الدعاة الذين حاضروا في المسجد: أحمد محمود كريمة، طلعت عفيفي، محمد حسن عثمان والداعية عمرو خالد والداعية الشاب مصطفى حسني. والشيخ محمد حسان والشيخ الداعية عائض القرني.

## معرض صور

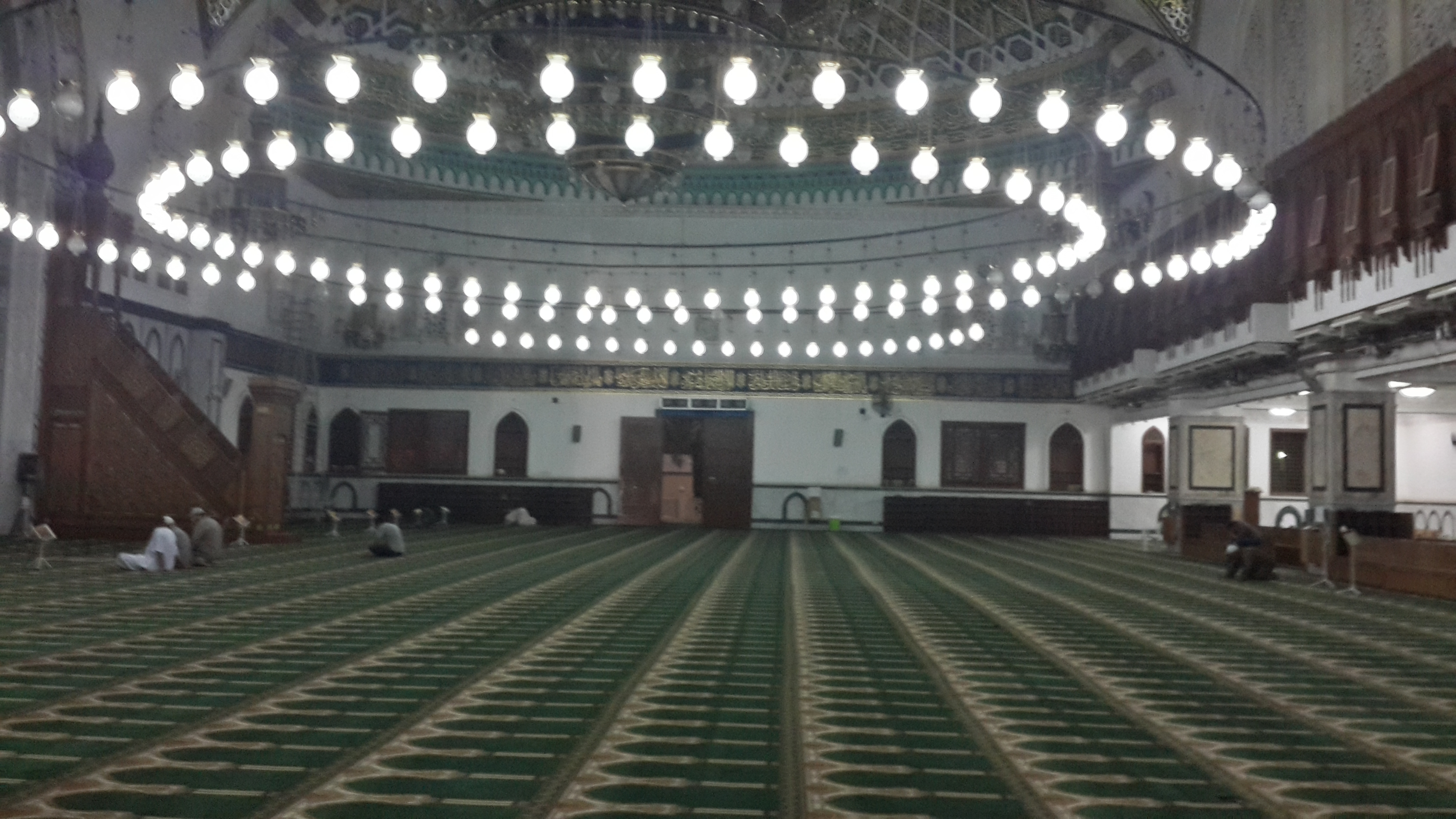
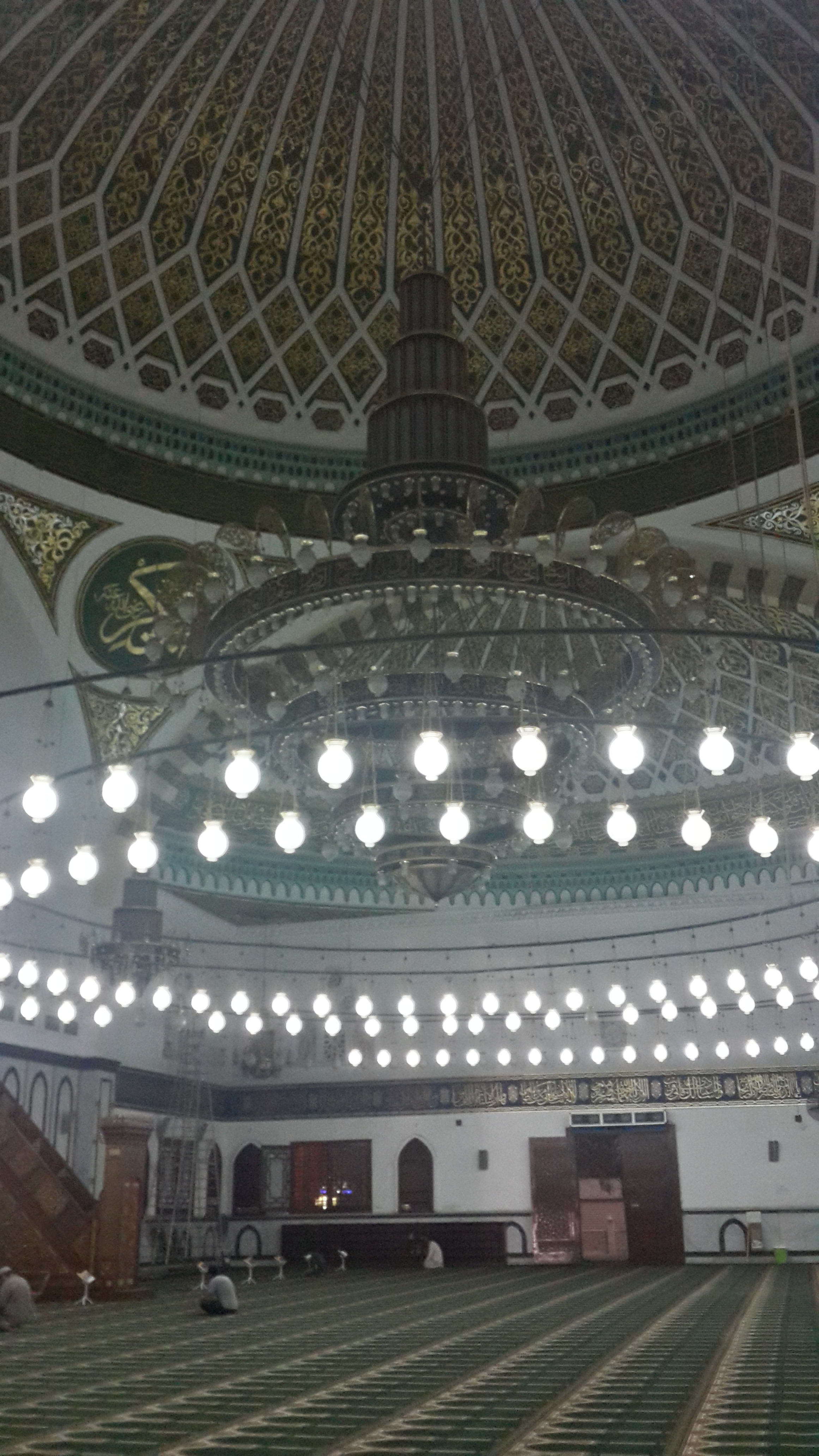
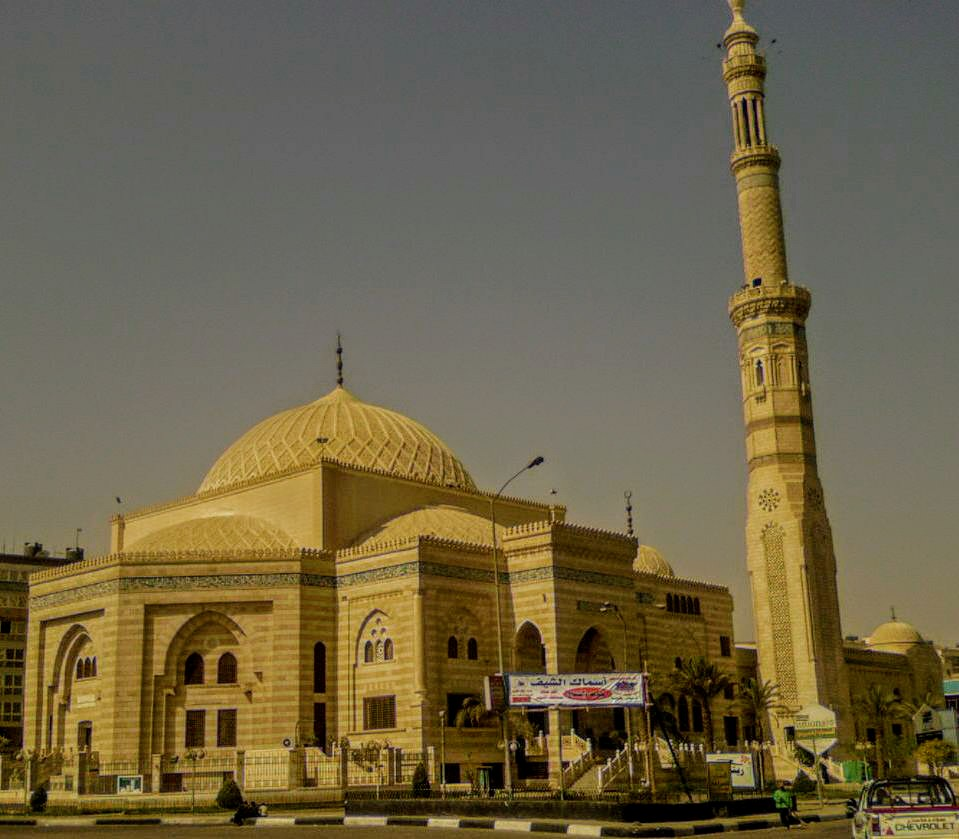